# Mittelalterliches Theater
Mittelalterliches Theater reicht vom Abklingen spätantiker Theaterformen über eine weitgehend überlieferungsfreie Zeit im Frühmittelalter und Ansätzen zu geistlichen Spielen im Hochmittelalter, die zunächst als Bestandteile des Gottesdienstes überliefert sind, bis zu den vielfältigen theatralischen Aktivitäten im Rahmen von Stadt, Kirche und Hof im Spätmittelalter.

## Frühmittelalter
In der Spätantike herrschte ein Einklang von Theater, Staat und Religion, auch wenn nicht alle Formen des Theatralischen gleich angesehen waren. Seit der Vorherrschaft des Christentums ab 381 jedoch stand die Religion auf Kriegsfuß mit dem Theater. Über das Mittelalter hinaus reichten kirchliche Theaterverbote dann von der Reformationszeit bis teilweise ins 18. Jahrhundert hinein. Als Vermutung lässt sich festhalten, dass mit dem Ende der Spätantike das Theater für mehrere Jahrhunderte aus der westlichen christlichen Welt verschwand. Zumindest fehlen die hinweisenden Aufzeichnungen.
Der Konflikt war darin begründet, dass das spätrömische Theater an ein Konzept von Öffentlichkeit geknüpft war, das vom Christentum abgelehnt wurde. So stand der Mimus als obszöne Unterhaltung ebenso wie Gladiatorenkämpfe und Wagenrennen im Gegensatz zur christlichen Lehre. Die christliche Verurteilung des antiken Theaters richtet sich nicht unbedingt gegen Tragödie und Komödie, die ohnehin keine große gesellschaftliche Bedeutung mehr hatten, sondern allgemein gegen öffentliche Vergnügungen und gegen das Zurschaustellen von Autorität: Der Stolz der Vornehmen, eine römische Tugend, wird im christlichen Weltbild zur Todsünde. Die Öffentlichkeit erscheint als ein Ort der Gewalt.
Der „gedrehte Daumen“ als Publikumsverurteilung im Gladiatorenkampf wird in der Passionsgeschichte implizit kritisiert, indem der römische Präfekt Pontius Pilatus, obwohl zur Milde geneigt, das Volk befragt – das Christus sterben lässt und den Mörder Barrabas begnadigt. Der römische Kirchenvater Tertullian polemisiert mit seiner Schrift De spectaculis gegen die Schaulust, und im Oströmischen Reich erklärt Johannes Chrysostomos, dass die Öffentlichkeit des Gottesdienstes eine grundlegend andere sei als die des Theaters: „Wenn du dich ins Theater begibst und deine Augen an den nackten Gliedern der Schauspielerinnen weidest, so ist das zwar nur vorübergehend, doch du hast dadurch einen mächtigen Zunder in dein Herz gelegt.“
Das Christentum begriff sich zudem als eine Religion des Wortes (λόγος), nicht der Bilder (εἰκών), des Sagens statt des Zeigens. Die neuplatonische Verurteilung der Mimesis verstand das Zeigen als etwas Grobes, Selbstherrliches und Gewalttätiges, das möglichst beschränkt werden muss. Diese Vorstellung verbindet sich unter dem Eindruck allgegenwärtiger Darstellungen römischer Gottkaiser mit dem jüdischen Bilderverbot im Dekalog. Am Ende des vierten Jahrhunderts scheinen die Theater geschlossen und große Teile der Schriften für und über das Theater vernichtet worden zu sein (vgl. Bücherverluste in der Spätantike).
Die christliche Verurteilung des Bildes hatte jedoch die Tendenz, in einen Bilderkult umzuschlagen. Indem Bilder oder Schriften regionale Bedeutung bekamen, verlor die Zentralgewalt an Macht – was für Untertanen attraktiv sein konnte, wenn sie diese Bilder und Schriften unter Kontrolle hatten, aber der autoritätsgläubigen und monotheistischen christlichen Lehre widersprach. Wenn eine Zentralgewalt ihre Macht jedoch umgekehrt mittels Bildern und Schriften ausübte, standen sie als tote, gnadenlose Mitte zwischen Autoritäten und Untergebenen, und dies sollte das Christentum im Interesse der Benachteiligten verhindern. Kollektivstrafen wurden im römischen Reich ohne Ansehen der Betroffenen erlassen (z. B. die Massenkreuzigungen nach dem Spartacusaufstand).
Weniger streng scheint die Verurteilung des Darstellens und Abbildens im Bereich der Ostkirchen gewesen zu sein. Ein byzantinisches Kirchenraumspiel aus dem 7. Jahrhundert, vermutlich von Germanos von Konstantinopel, das Maria und Josef in einer Eifersuchtsszene darstellt, zeigt einen Rest griechisch-römischer Theatertradition. Der hohe Stellenwert der Bilder in der orthodoxen Kirche führte im 8. Jahrhundert zum Bilderstreit, in dem die Bildbefürworter siegten. Die „Erfindung“ des Bildes Christi wurde dem Evangelisten Markus zugeschrieben, somit wurde die Ikone legitimierendes und ritualisierendes Bild im Kult, zunächst in der Ost-, dann in der Westkirche.
Doch die christliche Ikonologie blieb restriktiv: Der offenbarte Gott Christus durfte dargestellt werden, Vatergott und heiliger Geist traten nur symbolisch in Erscheinung. Zunehmend wurden Engel, Heilige und Märtyrer in den Bildkanon integriert. So wurde eine breite Darstellungs- und Motivpalette samt einer stärkeren regionalen Differenzierung der Kulte nachgeholt. Der Marienkult wurde zur Einfallspforte für heidnische Symbolik, auch Teufels- und Paganensymbole hielten Einzug. Somit wurde der menschliche Körper zum zentralen Medium der Darstellbarkeit, als Element des Schönen, wie in Marien oder Engeln, oder als die deformierten und hochsexualisierten Körper der Gegenwelt. Ob solche Bilder auch inszeniert wurden, darüber kann man nur mutmaßen.

## Hochmittelalter
Theatralische Elemente konnten sich im Gottesdienst der byzantinischen Kirche besser halten als im Westen. Bischof Liutprand von Cremona beklagte sich um 970 darüber, dass die Hagia Sophia zum Theater gemacht werde. Es gibt Hypothesen, dass solche Bräuche die ersten Ansätze zu liturgischen Dramen der Westkirche angeregt haben: Unter der Makedonischen Dynastie war Byzanz auf dem Höhepunkt seiner Macht und Ausstrahlung.
In der Liturgie der Osterfeier findet sich ab dem 10. Jahrhundert der Quem-quaeritis-Tropus, erstmals im Kloster St. Gallen: In Form eines lateinischen Frage-Antwort-Spiels wird die Auferstehung als Botschaft vermittelt, aber nicht im Spiel vergegenwärtigt. Ein Engel verkündigt den drei Frauen am leeren Grab Christi dessen Auferstehung. Aus überlieferten Regieanweisungen des Bischofs Ethelwood von Winchester um etwa 970 geht hervor, dass der Dialog auch von Mönchen gespielt wurde.
Doch diese Theatralität hat etwas Paradoxes: Es wird bloß gezeigt, dass es nichts zu sehen gibt. Christus ist spurlos verschwunden. Die platonische Herrschaft der Diegesis über die Mimesis, des Sagens über das Zeigen, wird nach mittelalterlichem Verständnis zum Vorrang des Glaubens gegenüber dem Wissen. Der erste dialogische Tropus vermittelt die Botschaft: „Du musst glauben, weil du nicht wissen kannst, und das kann ich dir sagen.“ Es ist denkbar, dass diese betont undramatische Dramatik im Rahmen des Gottesdienstes sich belehrend gegen eine Vielfalt weltlicher Vergnügungen mit theatralischen Komponenten richtete. Es gibt aber keine schriftlichen Hinweise darauf. Die Kenntnis des Schreibens war noch weitgehend auf den Klerus beschränkt, der somit bestimmen konnte, was einer Aufzeichnung wert war.
Aus diesem dramatischen Kern entwickeln sich im Lauf des folgenden Jahrhunderts geistliche Spiele, zunächst als Osterspiele, weil Ostern das wichtigste Fest im Jahreslauf war. Sie sind in Hunderten von Varianten erhalten, auch mit komödiantischen und derben Passagen wie dem Wettlauf der Apostel oder der Salbenkrämerszene, in denen Konkurrenz und Eitelkeit thematisiert werden. Im Zuge der Aufwertung des Weihnachtsfests, das in der Westkirche das Osterfest an Bedeutung überflügelt, entstehen seit dem 11. Jahrhundert auch Weihnachtsspiele.
Die Warnung vor dem Zeigen in der Westlichen Welt rechtfertigt also zunehmend das Zeigen (vgl. Vanitas). Das Lateinische als Sprache der Aufführungen wurde zurückgedrängt. Ab dem 12. Jahrhundert ist volkssprachliches Theater mit Spielanweisungen vor den Kirchen bekannt (etwa das Adamsspiel 1150). Träger dieser Spiele waren die mächtiger werdenden Städte, deren Bevölkerungsstruktur sich mit dem Aufblühen der Märkte und des Handwerks veränderte. In lateinischer Sprache existieren Klerikerspiele, die einen Disput um die Weltherrschaftsordnung austragen. Die Antichrist-Spiele jener Zeit haben eine starke politisch-soziale Komponente.

## Spätmittelalter
Ab dem 13. Jahrhundert stehen Passionsspiele und Osterspiele im Vordergrund, die immer umfangreicher und aus dem engeren Bereich der Kirche ausgeschlossen werden. Die dramatischen Marienklagen aus dieser Zeit und das persönliche Auftreten Christi zeigen, dass die Zurückhaltung gegenüber einer Darstellung der Figuren des Heilsgeschehens mittlerweile überwunden ist. Über die Spielkultur ist wenig bekannt, was über die Regieanweisungen in den Texten hinausginge. In dieser Zeit wird Aristoteles wieder gelesen. Seine Rechtfertigung des Zeigens mit dem reinigenden Effekt der Katharsis mag die szenischen Darstellungen ermutigt haben.
Das Osterspiel von Muri aus dem 13. Jahrhundert ist das erste erhaltene Osterspiel in deutscher Sprache. In den folgenden 200 Jahren entsteht eine Fülle ähnlicher Spiele. Erhaltene Texte sind etwa das Benediktbeurer Passionsspiel, das Donaueschinger Passionsspiel oder das Redentiner Osterspiel.
Diese Spiele haben keinen Bezug zur Vasallenkultur wie Epik und Minnesang, sondern entstehen im Bereich bürgerlich-kirchlich expandierender Städte. Der Welthandel und das Entstehen der Universitäten erweiterten den Horizont. Katastrophen wie die Kriege, Hungersnöte und Epidemien des 14. Jahrhunderts (vgl. Schwarzer Tod) konnten sich öffentlich artikulieren wie mit der Tanzwut.
Dadurch entstand auch eine Angst vor Öffentlichkeit. Während die Expansion der Theaterkultur im 13. Jahrhundert wie ein Disziplinverlust erscheint, dienen die organisierten theatralischen Aktivitäten seit dem 15. Jahrhundert zu einer zivilisatorischen Disziplinierung der Stadtbevölkerung, etwa um die Fastnachtszeit und ihre Auswüchse unter Kontrolle zu halten. In diesem Rahmen entstehen die Fastnachtsspiele, auch die weltlichen Neidhart-Spiele.
Der größte Teil der städtischen Spielkultur setzt sich lange Zeit noch aus Mysterienspiele oder Moralitäten mit religiösem Hintergrund zusammen. Legendenspiele wie das Spiel von den fünf klugen und fünf thörichten Jungfrauen (1321) aus Eisenach erlangen zunehmende Bedeutung. Die Aufwertung des Rechts gegenüber den persönlichen Autoritäten zeigt sich in Weltgerichts-Spielen, die Christus persönlich leitet.
Weibliche Darsteller für weibliche Rollen sind in Frankreich vom 14. Jahrhundert an belegt, im deutschen Sprachgebiet erst ab dem 16. Jahrhundert. Professionelle Schauspieler gibt es kaum in den überlieferten Theaterereignissen des Mittelalters. Sie werden von Klerikern und Laien aus dem städtischen Bürgertum getragen. Eine Ausnahme sind die halbprofessionellen Spiele der Confrérie de la Passion im 15. Jahrhundert. Dramatisierte Ständesatiren, Ständerevue und Totentanz gehören zur städtischen Festkultur.
Der dritte Entwicklungsraum für dramatische Spiele neben Kirche und Stadt ist der Hof. Die „Verhöflichung des Adels“ im Sinne von Norbert Elias, das Zusammenziehen der verstreut lebenden Aristokratie auf zentrale Höfe, führt zu einer wachsenden Bedeutung der Hoffeste mit theatralischen Ereignissen, bei denen der Tanz eine prominente Funktion hat. In diesem Rahmen entwickeln sich Maskenspiele.